# Météorite de Sutter's Mill
Pour les articles homonymes, voir Sutter's Mill.

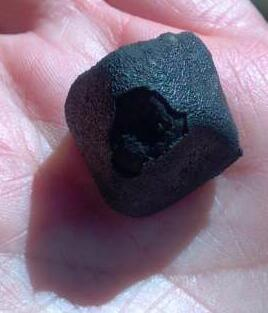
Fragment SM33 (8.5 g) avec une petite partie de la croûte de fusion manquante

La météorite de Sutter's Mill est une météorite chondrite carbonée qui se désagrégea en entrant dans l'atmosphère terrestre vers 7 h 51 (heure du Pacifique) le 22 avril 2012,. Le 3 mai 2012 des scientifiques du Ames Research Center et de l'Institut SETI utilisèrent un ballon dirigeable pour prendre des photographies aériennes du champ de dispersion dans la végétation actuelle, qui pourraient aider à détecter plus de fragments de la météorite. En date du 9 mai 2012, quarante-trois (43) fragments ont été documentés, le plus gros (SM27) pesant 35,1 grammes.
Le nom provisoire vient de Sutter's Mill, un site de la ruée vers l'or en Californie près duquel certains fragments ont été récupérés.
Les artefacts habituels incluent l'asphalte, l'anthracite, les briquettes de charbon de bois, l'obsidienne, la serpentinite noire, les pierres de rivière, les galets et les crottes de cerf. Les météorites de cette chute devraient avoir une croûte de fusion. Des morceaux brisés devraient révéler des grains blancs qui sont des inclusions minérales riches en calcium et en aluminium.

## Histoire
Pendant la pluie de météores des Lyrides de 2012, le bang supersonique d'un bolide ébranla des bâtiments en Californie et dans le Nevada vers 7 h 51 (heure du Pacifique) le 22 avril 2012. Le bolide qui a provoqué l'onde de choc était plutôt un météoroïde indépendant et non un membre de la pluie des Lyrides. Le bolide fut si brillant que des témoins en ont été éblouis. L'événement fut enregistré par deux stations de surveillance des infrasons du système international de surveillance de l'organisation du traité d'interdiction complète des essais nucléaires. Les analyses préliminaires indiquent une énergie dégagée équivalent à environ quatre kilotonnes de TNT. La bombe « Little Boy » qui explosa sur Hiroshima avait une puissance d'environ 15 kT. Le météoroïde devait avoir une taille comprise entre celle d'un lave-vaisselle et un minivan. L'explosion aérienne avait pour coordonnées approximatives 37° 36′ N, 120° 30′ O. Le météoroïde a été localisé lors de sa chute par un radar météorologique dans une zone centrée sur Sutter's Mill à Coloma, entre Auburn et Placerville en Californie.
Robert Ward a trouvé un petit fragment de chondrite CM dans le Henningsen Lotus Park juste à l'ouest de Coloma le 24 avril 2012. Plus tard dans cette même journée, le spécialiste des météorites Dr Peter Jenniskens trouva une météorite de 4 g écrasée sur le parking de ce même parc. Le 1er mai 2012, le ranger Suzie Mat du parc James W. Marshall Gold Discovery State Historic Park découvrit deux morceaux de la météorite (SM14 de 11,5 grammes) dans le jardin devant sa maison. Le parc contient ce qui est maintenant connu sous le nom de Sutter's Mill.

## Comparaisons
L'événement est similaire à celui de la météorite de Murchison tombée en 1969 en Australie. Les deux seules autres chutes de météorite dont on ait des témoins en Californie avec des fragments retrouvés sont Red Canyon Lake le 11 août 2007 et San Juan Capistrano le 15 mars 1973. En comparaison à cet évènement estimé à environ 4 kilotonnes de TNT, l'essai nucléaire Trinity dans le Nevada était équivalent à 18 kilotonnes de TNT et "Little Boy" avait une énergie équivalente à environ 16 kilotonnes de TNT, c'est-à-dire 6,3 × 1013 joules = 63 TJ (téra-joules).

## Exemples de fragments

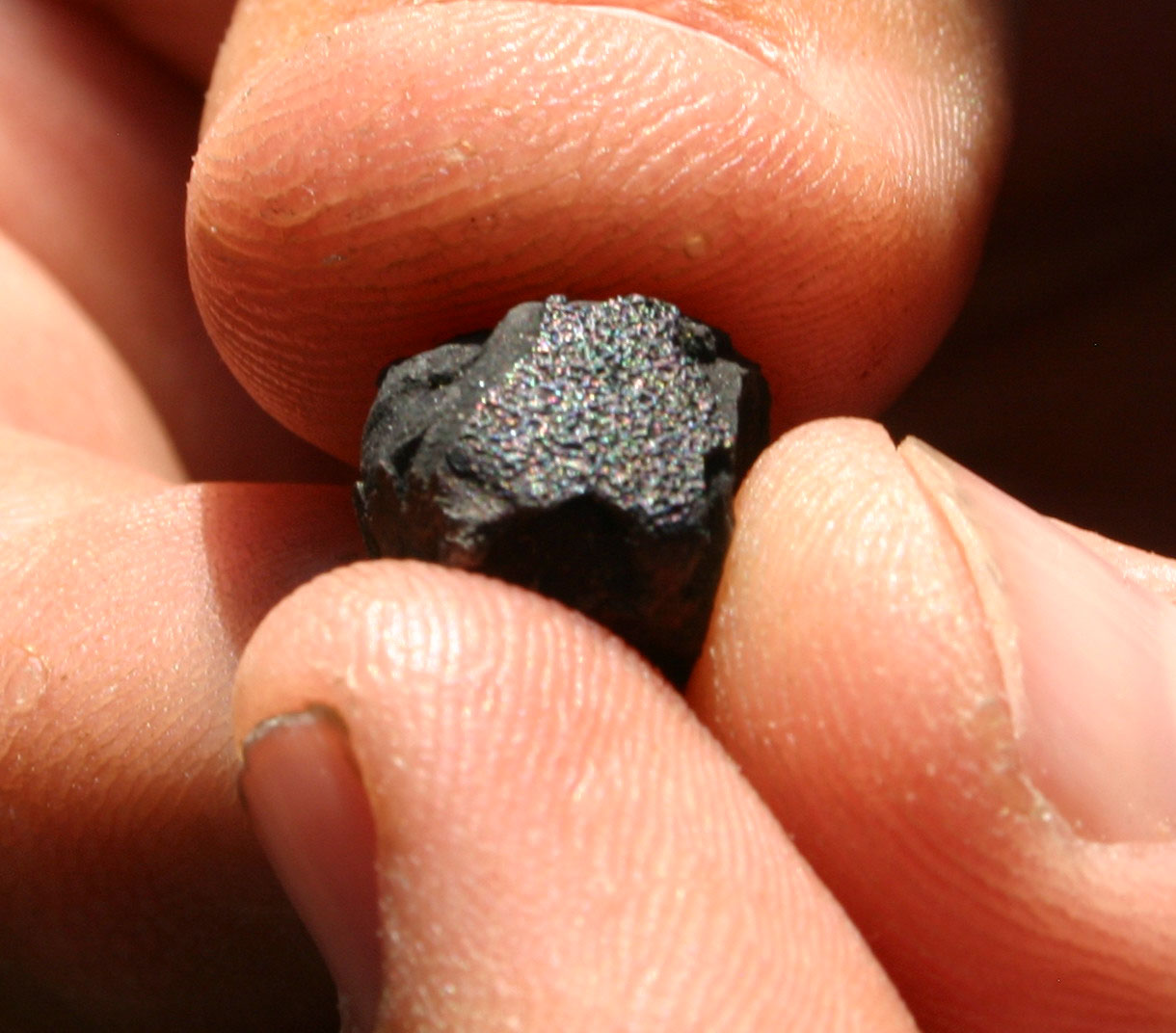
SM39 (2,5 g)
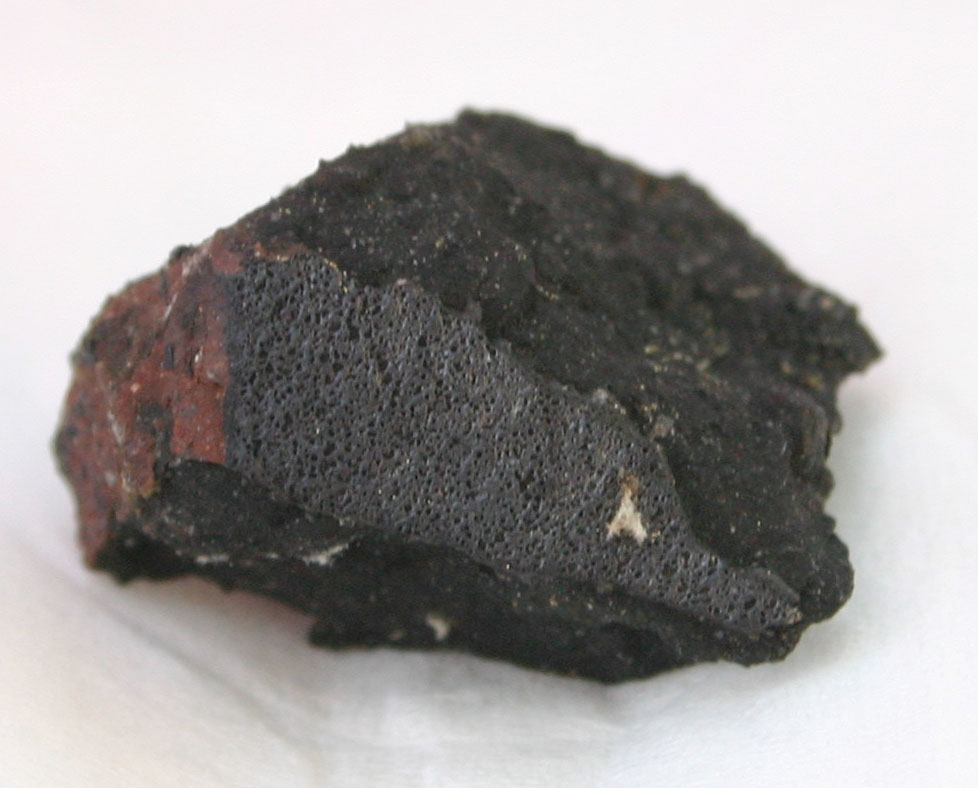
Fragment de Mike Miller (5,9 g)